# 馬塞爾·格拉諾列爾斯
馬塞爾·格拉諾勒斯（英語：Marcel Granollers，1986年4月12日—），西班牙男子网球选手，目前專攻雙打。格拉諾勒斯在2024年5月登上雙打世界第一，並在2025法國網球公開賽首獲大滿貫金盃；最高单打排名为2012年7月創下的第19位。
格拉諾勒斯2008年在世界排名前百位選手中，位居西班牙眾多選手中第三位最年輕網球運動員（其餘兩位是拉斐爾·納達爾、佩雷·里巴）。

## 職業生涯

### 2006年
格拉諾勒斯在溫布頓錦標賽，首輪不敵羅馬尼亞選手安德烈·帕維爾。

### 2007年
格拉諾勒斯拿到三個挑戰賽雙打冠軍。
2007年法國網球公開賽，格拉諾勒斯與同胞費利西亞諾·洛佩斯搭擋參加雙打賽事，第三輪被法布里斯·桑托羅與内纳德·齐莫尼奇組合以7-5, 1-6, 6-4淘汰出局。
法網與溫布頓都在會外賽出局。

### 2008年
2008年澳洲網球公開賽，第一輪不敵俄羅斯選手葉甫根尼·科羅廖夫，對手以7-5, 6-2, 6-0晉級下一輪。墨西哥國際黃金系列賽，打進八強。
在美國休斯敦，決賽以6-4, 1-6, 7-5擊敗地主著名選手詹姆斯·布雷克，獲得首座ATP冠軍。隔天在雙打賽事決賽，與巴勃羅·奎瓦斯合作奪得亞軍。

### 2009年
格拉諾勒斯獲得巴西、布宜諾斯艾利斯、莫斯科三站雙打冠軍。

### 2010年
澳洲網球公開賽，第一輪演出一場大驚奇，格拉諾勒斯先落後兩盤下，再連下三盤大逆轉獲勝，以5-7, 2-6, 6-4, 6-4, 6-2爆冷擊敗去年法國網球公開賽亞軍羅賓·索德靈，不過在第二輪以4-6, 1-6, 3-6敗給哥倫比亞選手亞歷杭德羅·法亞。
法國網球公開賽，第二輪雖然先勝一盤，接下來連失三盤被前澳洲網球公開賽亞軍巴格达蒂斯以4-6, 6-1, 7-5, 6-2遭到淘汰出局。
溫布頓網球錦標賽，第二輪再次遇上去年亞軍羅賓·索德靈，結果以7-5, 6-1, 6-4遭到淘汰出局。
美國網球公開賽，第二輪不敵地主選手薩姆·奎里，結果以6-2, 6-3, 6-4遭到淘汰出局。
瓦倫西亞公開賽，格拉諾勒斯首次進入決賽，以5-7, 3-6不敵同胞大衛·費雷爾。

## 生涯统计

### 单打

#### 冠軍 (1)
| 赛事类别                                      |
| 大滿貫賽事 (0次冠军)                          |
| ATP年終賽（大師盃）/ 世界巡迴總決賽 (0次冠军) |
| ATP大師系列賽/ 世界巡迴大師賽 1000 (0次冠军)  |
| ATP黃金國際巡迴賽 / 世界巡迴賽 500 (0次冠军)  |
| ATP國際巡迴賽 / 世界巡迴賽 250 (1次冠军)      |

| 依場地性質分類 |
| 硬地 (0)       |
| 草地 (0)       |
| 紅土 (1)       |
| 室內地毯 (0)   |

| 依室內外分類 |
| 室外 (1)     |
| 室內 (0)     |

| 次數 | 日期          | ATP男單賽事 | 場地 | 決賽對手      | 決賽比分      |
| 1.   | 2008年4月11日 | 美國休斯敦  | 紅土 | 詹姆斯·布雷克 | 6-4, 1-6, 7-5 |

### 單打亞軍 (1)
| 次數 | 日期          | ATP男單賽事    | 場地     | 決賽對手    | 決賽比分 |
| 1.   | 2010年11月7日 | 西班牙瓦倫西亞 | 室內硬地 | 大衛·費雷爾 | 7-5, 6-3 |